# Clive Derby-Lewis
Pour les articles homonymes, voir Clive Lewis et Lewis.
 (novembre 2016).
Si vous disposez d'ouvrages ou d'articles de référence ou si vous connaissez des sites web de qualité traitant du thème abordé ici, merci de compléter l'article en donnant les références utiles à sa vérifiabilité et en les liant à la section « Notes et références ».
Clive John Derby Lewis (né le 22 janvier 1936 au Cap et mort le 3 novembre 2016 à Pretoria) est un homme politique d'Afrique du Sud, député et membre anglophone du Parti national puis du Parti conservateur. 
Il a purgé une peine de prison à vie pour avoir participé en 1993 à l'assassinat de Chris Hani, le chef du Parti communiste sud-africain. 

## Biographie
À l'âge de 19 ans, Clive Derby-Lewis était volontaire de la « South African Citizen Force » et le plus jeune commandant du régiment des buffles de Witwatersrand affilié aux Cameronians (Scottish Rifles). 
Anglophone, il est cependant un nationaliste sud-africain qui rejoint le parti national afrikaner au pouvoir depuis 1948. 
De 1972 à 1977, il est conseiller municipal de Bedfordview au Transvaal en tant que 1er adjoint au maire en 1973 puis en tant que maire (1974-1975).
De 1972 à 1981, il représente la circonscription d'Edenvale au Conseil provincial du Transvaal où il sera de nombreuses années le porte-parole du parti national pour l'éducation et les services hospitaliers.
En 1982, il est l'un des membres fondateurs du Parti Conservateur, issu d'un schisme avec le Parti national et dirigé par Andries Treurnicht. 
À la suite de sa candidature infructueuse aux élections générales sud-africaines de 1987 dans la circonscription de Krugersdorp, Derby-Lewis est nommé député (la constitution sud-africaine de 1983 autorisant les partis politiques à nommer proportionnellement à leurs résultats des membres à la Chambre d'assemblée, en plus de leurs représentants élus).
En septembre 1989, membre de l'opposition officielle, il est nommé au Conseil d'État du Président d'Afrique du Sud. 
En juillet 1990, il participe à Bruxelles à la conférence mondiale anti-communiste. 
En avril 1993, Clive Derby-Lewis est arrêté pour avoir aidé un immigrant polonais du nom de Janusz Waluś à assassiner le leader communiste et chef de la branche militaire de l'ANC, Chris Hani, le 10 avril 1993. 
Clive Derby-Lewis était celui qui avait fourni l'arme du crime à Waluś. Une liste comportant le nom de personnalités de l'ANC avec des détails précis fut trouvée chez lui et sa femme fut impliquée. 
Condamné pour conspiration de meurtre sous l'emprise d'une législation d'exception qui l'empêche de pouvoir bénéficier d'un jury, Derby-Lewis est condamné à la peine de mort, commuée en peine de prison à vie quand la peine capitale fut abolie en 1995. 
Clive Derby-Lewis tenta d'être amnistié par la Commission vérité et réconciliation, mais sa demande fut rejetée en avril 1999. 
Le site conservateur des Sud-Africains en exil, domicilié à Londres, militait pour sa libération.

### Décès
Clive Derby-Lewis est libéré pour des raisons médicales en 2015 et assigné à résidence à son domicile de Pretoria. Atteint d'un cancer du poumon, il meurt 18 mois plus tard à l’hôpital Eugène Marais de Pretoria[réf. nécessaire].